# 同音の漢字による書きかえ
同音の漢字による書きかえ（どうおんのかんじによるかきかえ）とは、1956年7月5日に国語審議会が報告した、当用漢字表にない漢字を含んで構成されている漢語について、同音の別の漢字に書き換えるための指針である。同音異義語や、同じ意味で二つ以上の表記が行われていたものを統一したものも含まれる。
1981年に当用漢字は廃止され、緩やかな「目安」である常用漢字表が内閣から告示され、書き換えに強制力はなくなったが、現在においても公文書をはじめとした用字の指針となっている。

## 概要
当用漢字表の告示（1946年）により、当用漢字表にない漢字を含む熟語は、別の言葉に言い換えるか、仮名書きすることとされた。別の言葉を使うと意味合いが異なる場合があり、また、面倒であることからあまり行われなかった。交ぜ書きも行われていたが、意味が取りにくく、不自然な感じが伴った。そこで、当用漢字でない漢字を同音の漢字で書き換えるということが行われるようになった。当初は出版・新聞各社が独自に書き換え方を定めていたが、書き換え方がまちまちであったため、混乱が生じていた。そこで、国語審議会で書き換えの指針を示すことになり、1956年に「同音の漢字による書きかえ」として報告された。
国語審議会の「同音の漢字による書きかえ」では、「代用字」と「代用語」を定めている。代用字とは使われている熟語にかかわらず、ある漢字を無条件で当用漢字に書き換えるものである。例えば、従来「稀少」「稀薄」のように表記していたとすれば、「稀」が当用漢字でないため、「希少」「希薄」のように表記する。また、「稀」という字を使う熟語すべてに適用される。代用語とは、特定の熟語に限って書き換えるものである。したがって、以下のようになる。
- 「訣」：（許容）「訣別」→「決別」　（不可）「秘訣」→「秘決」
- 「澱」：（許容）「沈澱」→「沈殿」　（不可）「澱粉」→「殿粉」
- 「撥」：（許容）「反撥」→「反発」　（不可）「撥音便」→「発音便」
- 「顚（顛）」：（許容）「顚倒」「動顚」→「転倒」「動転」など　（不可）「顚末」→「転末」
- 「綜」：（許容）「綜合」→「総合」　（不可）「錯綜」→「錯総」

など
また、「甚」「磨」「妄」の3字は書き換え（「蝕甚」→「食尽」、「研磨」→「研摩」、「妄動」→「盲動」など）が示されているが、後に常用漢字表で追加されたため書き換えないのが普通である。
なお、国語審議会の「同音の漢字による書きかえ」のほか、これに入らなかった熟語について日本新聞協会が定めた書き換えや、学術用語集で用いられているものなどがあり、一般に浸透しているものもある。
「同音の漢字による書きかえ」に代用字が示されていても、人名など固有名詞に含まれる場合は書き換えない。ただし、「満洲」は「満州」と表記することがある。
「同音の漢字による書きかえ」の中には「叮嚀」「意嚮」「蹶起」「媾和」「銓衡」「繃帯」のように明らかに今日用いなくなったものがある。それに対し、「下剋上」「古稀」「玉石混淆」のような故事成語、「車輛」「漁撈」「鈑金」のような専門用語、「臆測」「奇蹟」「頽廃」「沈澱」「叛乱」のように小説、文学などで今も広く用いられるもの、「燻製」のように書き換えがあまり行われないものなどがあり、書き換えの定着には差がある。そのほか、俗に書き換え語のように使用されてはいるものの、国語審議会をはじめ公的機関や教育機関、報道機関において正式な書き換え語としては認められていない例（「凋落」→「彫落」、「憤懣」→「憤満」など）もある。また「障害」の「害」を嫌って近年、地方自治体を中心に「障がい」という交ぜ書きを用いることがあるが、交ぜ書きは好ましくないとの観点より「碍」を常用漢字に採用して「障碍」と表記すべきであるとの意見（佐賀県知事・古川康など）もある。これに対し、文化審議会は「碍」の追加要望において挙げられている理由の多くは事実誤認であると断定して追加を拒否する方針を決定したが、2009年12月に設置された内閣府の障がい者制度改革推進本部で進められている公文書における「障害」の表記見直しが検討課題に挙げられていることを考慮し、同本部より文化審議会に対して特に「碍」の常用漢字追加を求められた場合は改めて議論するものとされている。

## 主な書き換えの例
以下は1956年に国語審議会が報告した書き換えの一部である。太字の漢字は2010年6月に答申された改定常用漢字表における表内字（表外音訓も含む）である。
- 暗誦→暗唱
- 闇夜→暗夜 ほか[注釈 2]
- 意嚮→意向
- 慰藉料→慰謝料
- 衣裳→衣装
- 陰翳→陰影
- 穎才→英才
- 叡智→英知
- 掩護→援護
- 恩誼→恩義
- 廻転→回転 ほか
- 火焰（焔）→火炎 ほか
- 挌闘→格闘
- 活潑（溌）→活発
- 間歇→間欠
- 肝腎→肝心
- 稀少→希少 ほか
- 奇蹟→奇跡 ほか
- 兇器→凶器 ほか
- 漁撈→漁労
- 伎倆（技倆）→技量[注釈 3]
- 区劃→区画 ほか
- 掘鑿→掘削
- 訓誡→訓戒 ほか
- 燻製→薫製
- 決潰→決壊 ほか
- 蹶起→決起
- 訣別→決別
- 絃歌→弦歌 ほか
- 儼然→厳然
- 嶮岨→険阻
- 交叉→交差
- 扣除→控除
- 礦石→鉱石 ほか
- 香奠→香典
- 広汎→広範
- 亢奮→興奮
- 昂奮→興奮
- 弘報→広報
- 曠野→広野
- 媾和→講和
- 涸渇→枯渇
- 骨骼→骨格
- 雇傭→雇用
- 根柢→根底
- 醋酸→酢酸
- 坐視→座視 ほか
- 雑沓→雑踏
- 讃辞→賛辞 ほか
- 撒水[注釈 4]→散水
- 刺戟→刺激
- 屍体→死体
- 車輛→車両 ほか
- 蒐集→収集
- 終熄→終息
- 聚落→集落
- 障碍→障害 ほか
- 銷却→消却 ほか
- 陞叙→昇叙 ほか
- 焦躁→焦燥
- 牆壁→障壁
- 蒸餾（溜）→蒸留
- 書翰→書簡
- 抒情→叙情
- 試煉→試練
- 浸蝕→浸食 ほか
- 伸暢→伸長
- 滲透→浸透
- 訊問→尋問
- 衰頽→衰退 ほか
- 尖鋭→先鋭 ほか
- 銓衡→選考
- 洗滌[注釈 5]→洗浄
- 煽情→扇情
- 擅断→専断
- 戦歿→戦没 ほか
- 象嵌→象眼
- 綜合→総合
- 相剋→相克 ほか
- 剿滅→掃滅
- 簇生→族生
- 沮止→阻止 ほか
- 疏通→疎通 ほか
- 褪色→退色
- 歎願→嘆願 ほか
- 煖房→暖房
- 智慧→知恵
- 註釈→注釈 ほか
- 沈澱→沈殿
- 牴触（觝触）→抵触
- 鄭重→丁重
- 叮嚀→丁寧
- 碇泊→停泊
- 手帖→手帳
- 顚（顛）倒→転倒 ほか
- 蹈襲→踏襲 ほか
- 杜絶→途絶
- 悖徳→背徳 ほか
- 破毀→破棄 ほか
- 曝露→暴露
- 破摧→破砕
- 醱（醗）酵→発酵
- 抜萃→抜粋
- 叛乱→反乱 ほか
- 蜚語→飛語
- 符牒→符丁
- 篇→編
- 編輯→編集 ほか
- 抛棄→放棄
- 防禦→防御
- 繃帯→包帯
- 厖大→膨大
- 庖丁→包丁
- 輔佐→補佐 ほか
- 摸索→模索 ほか
- 野鄙→野卑
- 熔接→溶接 ほか
- 慾→欲
- 理窟→理屈
- 悧巧→利口
- 掠奪→略奪 ほか
- 諒解→了解 ほか
- 輪廓→輪郭 ほか
- 連繫（繋）→連係
- 聯合→連合 ほか
- 彎曲→湾曲 ほか

など
また、国語審議会報告にはないが、新聞や学術用語集で用いられているものや、その他一般に使われることがあるものもある。
- 啞（唖）鈴→亜鈴
- 萎縮→委縮
- 一攫千金→一獲千金
- 湮滅→隠滅
- 臆断→憶断
- 臆病→憶病
- 回游→回遊
- 箇条書き→個条書き[注釈 6]
- 確乎→確固
- 恰好→格好
- 恰幅→格幅
- 函数→関数
- 貫禄→貫録
- 義捐→義援
- 嬉々→喜々
- 毀損→棄損
- 気魄→気迫
- 詭弁→奇弁・危弁
- 嬉遊曲→喜遊曲
- 饗宴→供宴
- 橋頭堡→橋頭保
- 共軛→共役
- 醵金→拠金
- 醵出→拠出
- 禁錮→禁固
- 均斉→均整[注釈 7]
- 燻蒸→薫蒸
- 敬虔→敬謙
- 激昂→激高
- 肩胛骨→肩甲骨
- 建蔽率→建坪率[注釈 8]
- 眩惑→幻惑
- 勾引→拘引
- 耕耘機→耕運機
- 昂進（亢進）→高進
- 合辧/合辨（辛二つの間に刀）→合弁[注釈 9]
- 渾然→混然
- 鑿岩→削岩
- 三叉路→三差路
- 質種→質草[注釈 10]
- 紫斑→紫班
- 馴化→順化
- 遵守→順守[注釈 11]
- 遵法→順法[注釈 11]
- 醇朴→純朴
- 駿馬→俊馬
- 饒舌→冗舌
- 絛虫→条虫
- 食餌→食事
- 新撰→新選
- 心搏→心拍
- 撰者→選者
- 撰集→選集
- 撰修→選修
- 尖兵→先兵
- 擡頭→台頭
- 高嶺の花→高根の花[注釈 12]
- 断乎→断固
- 抽籤→抽選
- 鳥瞰→鳥観
- 輾転反側→展転反側
- 臀部→殿部
- 当籤→当選
- 廃墟→廃虚
- 買辦（辛二つの間に力）→買弁[注釈 9]
- 白堊→白亜
- 搏動→拍動
- 波瀾→波乱
- 斑点→班点
- 菲才→非才
- 飄然→漂然
- 披瀝→披歴
- 諷喩→風諭
- 敷衍→敷延
- 扮装→粉装
- 分溜→分留
- 辮髪→弁髪
- 扁平→偏平
- 防遏→防圧
- 捧持→奉持
- 芳醇→芳純
- 膨脹→膨張[注釈 13]
- 堡塁→保塁
- 拇指→母指
- 脈搏→脈拍
- 明媚→明美
- 友誼→友宜
- 優駿→優俊
- 悠然→裕然[注釈 14]
- 油槽船→油送船[注釈 15]
- 輿論→世論
- 落伍→落後
- 濫獲→乱獲[注釈 16]
- 濫掘→乱掘[注釈 16]
- 濫作→乱作[注釈 16]
- 濫造→乱造[注釈 16]
- 濫読→乱読[注釈 16]
- 濫伐→乱伐[注釈 16]
- 濫発→乱発[注釈 16]
- 濫費→乱費[注釈 16]
- 濫用→乱用[注釈 16]
- 溜飲→留飲
- 溜出→留出
- 料簡→了見[注釈 17]
- 嗹→連

など
「同音の漢字による書きかえ」による書き換えの中には、本来は誤りだが慣用的に用いられていたものも多くある。
この書き換えにより、本来存在していた熟語なのか、書き換えで生まれた熟語なのか、もしくは慣用的に使われていたものが正式に使われるようになった熟語なのかが判らなくなってしまうという問題が起こっている。また、書き換えられた字面から新たな意味が加えられてしまう場合もある（例：「技倆/伎倆→技量」の本来の意味は「腕前」であるが、書き換え後の「量」から「腕前の度合い」という意味に捉えられてしまった。など）。
書き換える際は、当用漢字同士の熟語に書き換えるのが普通だが、そうでないこともある（例：「旱魃」→「干魃」または「干ばつ」、「稀覯」→「希覯」など）。

## 漢字の意味に齟齬を生じている例
漢字を置き換えたにもかかわらず熟語の意味は維持しようとする以上、漢字としての意味が本来とは大なり小なり異なるのは仕方ないことであるが、中には齟齬や矛盾に近いものがある（ただし、置き換えの前後で同じ旁（つくり）を共有している場合、大意は共有していることが多い）。
- 稀→希（稀釈→希釈、古稀→古希 等） - 「稀（まれ）」と「希う（こいねがう）」の違い。稀釈や古稀は「願う」意味合いではない。
- 蝕→食（侵蝕→侵食、日蝕→日食 等） - 「蝕む（むしばむ）」と「食う（くう）」の違い。
- 臀、澱→殿（臀部→殿部、沈澱→沈殿 等） - 「臀（しり）」「澱（おり）」と「殿（との）」の違い。なお、「殿」は「しんがり」から一番最後の部分を指す意味が派生している。
- 臆→憶（臆測→憶測、臆説→憶説、臆病→憶病 等） - 「臆る（おしはかる）」と「憶える（おぼえる）」の違い。

など

## 元々異なる意味の熟語が書き換えなどにより、混同している例
- 「掩護」と「援護」

掩護とは、敵の攻撃から、味方の行動を守ること。「―射撃」
援護とは、困っている人を助け守ること。「被災者を―する」
- 「徽章」と「記章」

徽章とは、身分・資格・所属団体などを表すために、衣服・帽子などにつけるしるしのこと。バッジ。「制帽の―」
記章とは、記念として参加者・関係者に与えるしるしのこと。「従軍―」
- 「綺談」と「奇談」

綺談とは、巧みに作られた、面白い話のこと。
奇談とは、変わった、珍しい話のこと。不思議な話。「珍談―」
- 「教誨」と「教戒」

教誨とは、（受刑者などに）教え諭すこと。「―師」
教戒（教誡）とは、教え戒めること。ただ、実際にはこの語はほとんど使われない。
- 「昏迷」と「混迷」

昏迷とは、道理に暗くて、分別の定まらないこと。また、医学用語で、意識はあるが、外部からの刺激に反応しない状態のことを指す。実際にはこの語は「道理に暗い」意ではほとんど使われず、専ら医学用語として用いられる。
混迷とは、複雑に入り交じって、見通しがつかないこと。「―する政局」
- 「蒐集」と「収集」

蒐集とは、趣味や研究などのために、ある種の物や資料をたくさん集めること。コレクション。「切手の―」
収集とは、寄せ集めること。「ごみの―」
- 「情誼」と「情義」

情誼とは、人とつきあう上での人情や誠意のこと。「―に厚い」
情義とは、人情と義理のこと。「―を欠く」
- 「牆壁」と「障壁」

牆壁とは、垣根と壁のこと。「防火―」
障壁とは、妨げとなるもののこと。「関税―」
- 「棲息」と「生息」

棲息とは、ある場所に棲むこと。生物学では動物についていう。「猿の―地」
生息とは、生きて生活すること。生存すること。生物学では植物についていう。「都会に―する」「高山に―する植物」
- 「洗滌」と「洗浄」

洗滌とは、洗って綺麗にすること。水・薬剤などでそそぎ洗うこと。「洗滌」は本来は「せんでき」で、「せんじょう」は慣用読み。「胃を―する」
洗浄とは、仏教で、心身を洗い清めること。ただ、実際にはこの語はほとんど使われない。
- 「尖端」と「先端」

尖端とは、尖った物の先の部分。また、時代や流行の先頭のこと。「錐（きり）の―」「岬の―」「時代の―」「流行の―」「―技術」
先端とは、長い物の一番端の部分。「棒の―」
- 「破毀」と「破棄」

破毀とは、法律用語で、上級裁判所が、上訴を理由ありと認め原判決を取り消すこと。「原判決を―する」
破棄とは、破り捨てること。また、契約・取り決めなどを一方的に取り消すこと。「書類を―する」「契約を―する」
- 「哺育」と「保育」

哺育とは、動物の親が、乳や食べ物を与えて子を育てること。
保育とは、乳幼児を保護し育てること。「―園」「―器」「―所」
- 「妨碍」と「妨害」

妨碍とは、道に物を置いて通行を妨げること。
妨害とは、相手に危害を加えて物事の遂行を妨げること。
- 「厖大」と「膨大」

厖大とは、形容動詞で、量や規模が大きいさま。「―な計画」「―な予算」
膨大とは、サ変動詞で、膨れて大きくなること。「予算が―する」
- 「椿事」と「珍事」

椿事とは思いがけない大変な出来事。「春先の―」
珍事とはめずらしい出来事。「前代未聞の―」
など

## 書き換え前から2通りの表記が行われていたもの
もともと当用漢字のみを用いた表記と表外漢字を含む表記の2通りが行われていたものも、書き換えの対象となり、当用漢字のみを用いた表記に統一された。
- 饑餓→飢餓：「饑」も「飢」も「飢える、ひもじい」という意味。
- 障碍→障害：前述。なお「障害」という表記は日本に特有であり、他の漢字文化圏では「碍（礙）」と「害」の発音が異なるため「障害」という表記は一般に用いられない。
- 歎願→嘆願：「歎」は「嘆」と通用する。
- 磨滅→摩滅：戦前から共に同じ意味で用いられていた。

など

## 新語への影響
例えば「保母」は「保姆」の書き換えであり（「姆」は乳母の意）、書き換えによって「母」に対する「父」という位置づけが成り立ち、同職の男性が登場すると、女性の「保母」に対して男性は「保父」と呼ばれるようになった。現在は男女共に「保育士」という呼称で統一されている。

## 改定常用漢字表の影響
文化審議会は2010年6月、改定常用漢字表を答申した。この改定常用漢字表では196字が追加されたが、このうち「臆」「潰」「毀」「窟」「腎」「汎」「哺」「闇」の8字が、「同音の漢字による書きかえ」に含まれている。音「アン」が掲げられなかった「闇」を除く7字について、「同音の漢字による書きかえ」に含まれる13語を次に示す。語例に挙げられているものは太字とした。ただし、そもそも「同音の漢字による書きかえ」は「当用漢字の適用を円滑にするため」のものであり、現行の常用漢字・改定常用漢字の「漢字使用の目安」という性格に照らせば、書き換えを行う必要はないことに留意されたい。
- 臆説→憶説：「臆」の語例に「臆説」があり、〈「憶説」とも書く。〉と注記されている。
- 臆測→憶測：「臆」の語例に「臆測」があり、〈「憶測」とも書く。〉と注記されている。
- 潰滅→壊滅：「壊」の語例に「壊滅」とある。
- 潰乱→壊乱
- 肝腎→肝心：「腎」の語例に「肝腎」があり、〈「肝心」とも書く。〉と注記されている。
- 決潰→決壊：「壊」の語例に「決壊」とある。
- 広汎→広範
- 全潰→全壊
- 倒潰→倒壊
- 破毀→破棄：「破」の語例に「破棄」とある。
- 哺育→保育
- 崩潰→崩壊：「崩」の語例に「崩壊」とある。
- 理窟→理屈：「屈」の語例に「理屈」とある。

以上のうち、戦後から用いられるようになった代用表記は、「憶説」「憶測」「広範」の3語である。「破毀」と「破棄」、「哺育」と「保育」はそれぞれ別語である。残りの8語はもともといずれも用いられていたもので、新しく作られた表記ではない。

### 新聞常用漢字表での対応
常用漢字表の改定に伴い、日本新聞協会が書きかえについても再検討を行った。上記13語の対応について、次に示す。
- 臆説・憶説：「憶説」は原則として使用せず「臆説」を使用する。
- 臆測・憶測：「憶測」は原則として使用せず「臆測」を使用する。
- 潰滅・壊滅：「同音の漢字による書きかえ」に従い、「潰滅」は原則として使用せず「壊滅」を使用する。
- 潰乱・壊乱：「同音の漢字による書きかえ」に従い、「潰乱」は原則として使用せず「壊乱」を使用する。
- 肝腎・肝心：「同音の漢字による書きかえ」に従い、「肝腎」は原則として使用せず「肝心」を使用する。
- 決潰・決壊：「同音の漢字による書きかえ」に従い、「決潰」は原則として使用せず「決壊」を使用する。
- 広汎・広範：「同音の漢字による書きかえ」に従い、「広汎」は原則として使用せず「広範」を使用するが、「広汎性発達障害」などの病名では「広汎」を使用する。
- 全潰・全壊：「同音の漢字による書きかえ」に従い、「全潰」は原則として使用せず「全壊」を使用する。
- 倒潰・倒壊：「同音の漢字による書きかえ」に従い、「倒潰」は原則として使用せず「倒壊」を使用する。
- 破毀・破棄：「同音の漢字による書きかえ」に従い、「破毀」は原則として使用せず「破棄」を使用する。
- 哺育・保育：「同音の漢字による書きかえ」に従い、「哺育」は原則として使用せず「保育」を使用するが、「飲食物や餌を与えて育てる」意では「哺育」も使用する。
- 崩潰・崩壊：「同音の漢字による書きかえ」に従い、「崩潰」は原則として使用せず「崩壊」を使用する。
- 理窟・理屈：「同音の漢字による書きかえ」に従い、「理窟」は原則として使用せず「理屈」を使用する。

## 他言語との関係

### 簡体字表記との一致
「同音の漢字による書きかえ」で書き換えられた漢字と中国の簡体字が一致することがある。
- 闇→暗
- 廻→回
- 禦→御（「制禦→制御」、「防禦→防御」）
- 兇→凶
- 嚮→向（「意嚮→意向」）
- 絃→弦
- 倖→幸
- 剋→克（「下剋上→下克上」、「相剋→相克」）
- 颱→台（「颱風→台風」）
- 煖→暖（「煖房→暖房」、「煖炉→暖炉」）
- 註→注
- 牴→抵（「牴触→抵触」）
- 觝→抵（「觝触→抵触」）
- 慾→欲

### 他言語の表記との違い
漢語系語彙のうちの一部は日本語で「同音の漢字による書きかえ」の規定により表記が変更されたが、あくまでも日本語での同音字であり、中国語・朝鮮語などでは異音の可能性もあるため、特に翻訳する際に注意すべきである。
| 朝鮮語                     | 日本語 |
| -------------------------- | ------ |
| 弘報（홍보 [hoŋbo]）       | 広報   |
| 刺戟（자극 [ʨaːgɯk̚]）      | 刺激   |
| 手帖（수첩 [suʨʰɔp̚]）      | 手帳   |
| 尖端（첨단 [ʨʰɔmdan]）     | 先端   |
| 慰藉料（위자료 [wiʥaɾjo]） | 慰謝料 |
| 破毀（파훼 [pʰaːɦwe]）     | 破棄   |
| 洗滌（세척 [seːʨʰɔk̚]）     | 洗浄   |

| 中国語               | 日本語 |
| -------------------- | ------ |
| 亢奮/亢奋 kàngfèn    | 興奮   |
| 叡智/睿智 ruìzhì     | 英知   |
| 杜絕/杜绝 dùjué      | 途絶   |
| 鞏固/巩固 gǒnggù     | 強固   |
| 鄭重/郑重 zhèngzhòng | 丁重   |
| 顛覆/颠覆 diānfù     | 転覆   |
| 輔導/辅导 fǔdǎo      | 補導   |